# Quadricoma filipjevioides
Quadricoma filipjevioides är en rundmaskart som beskrevs av Timm 1970. Quadricoma filipjevioides ingår i släktet Quadricoma och familjen Desmoscolecidae. Inga underarter finns listade i Catalogue of Life.